# 노호

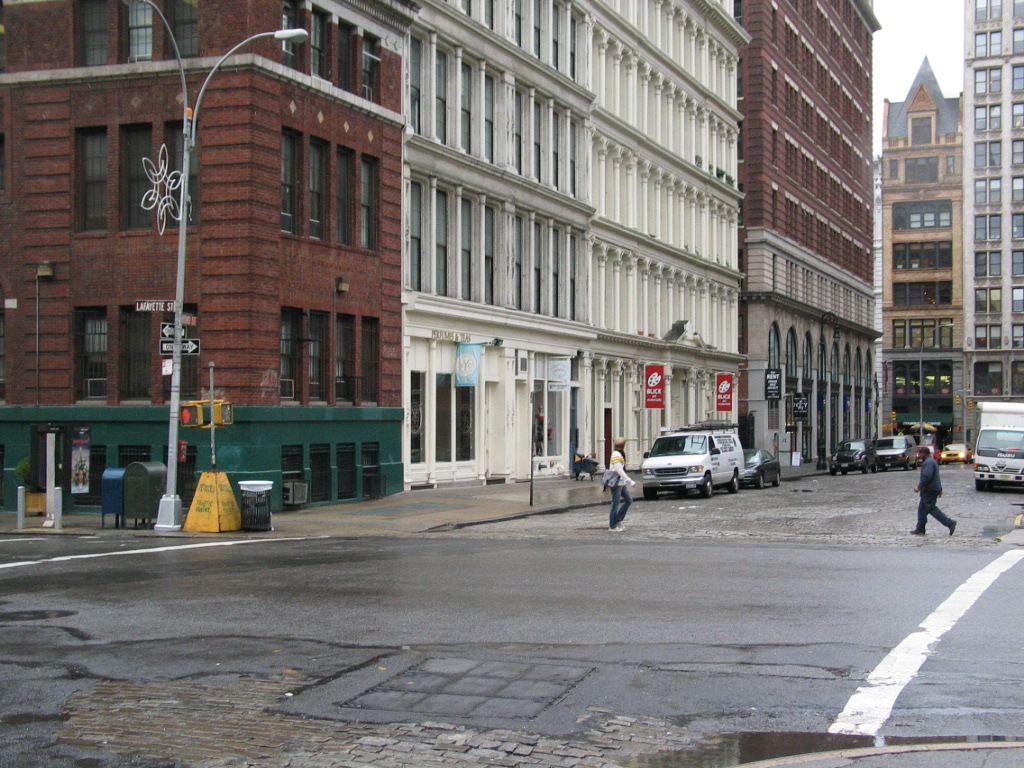

노호(NoHo)는 맨해튼의 ‘하우스턴 가(街)의 북쪽(NOrth of HOuston Street)’ 지역을 이르는 말이다. 하우스턴 가의 남쪽은 소호(SoHo)라고 한다.

## 같이 보기
- 하우스턴 가(Houston Street)